# Karel Želenský mladší
Karel Želenský (5. dubna 1930 Československo – 2007 Praha) byl český divadelní herec.

## Herecká filmografie
- 1986 Gottwald (role: Viliam Široký v 2. dílu)
- 1977 Vítězný lid
- 1974 Dvacátý devátý